# Polycentropus weedi
Polycentropus weedi là một loài Trichoptera trong họ Polycentropodidae. Chúng phân bố ở miền Tân bắc.